# Jaeden Martell
Jaeden Wesley Martell, född Lieberher, den 4 januari 2003 i Philadelphia i Pennsylvania, är en amerikansk skådespelare. Han är mest känd för sin roll som Bill Denbrough i skräckfilmen Det från 2017.

## Filmografi
| År   | Titel                          | Roll             |  |
| ---- | ------------------------------ | ---------------- |  |
| 2013 | Grief                          | The Child        |  |
| 2014 | St. Vincent                    | Oliver Bronstein |  |
| 2014 | Playing it cool                | 6 Year Old Me    |  |
| 2015 | Aloha                          | Mitchell         |  |
| 2016 | Midnight Special               | Alton Meyer      |  |
| 2016 | The Confirmation               | Anthony          |  |
| 2017 | The Book of Henry              | Henry Carpenter  |  |
| 2017 | Det                            | Bill Denbrough   |  |
| 2017 | The True Adventures of Wolfboy | Paul             |  |
| 2020 | Defending Jacob                | Jacob Barber     |  |
| 2022 | Mr. Harrigans telefon          | Craig            |  |

## Utmärkelser och nomineringar
| År   | Film        | Utmärkelse                                         | Kategori                                                        | Resultat         |
| ---- | ----------- | -------------------------------------------------- | --------------------------------------------------------------- | ---------------- |
| 2014 | St. Vincent | Las Vegas Film Critics Society Awards              | Youth in Film                                                   | Vinst            |
| 2014 | St. Vincent | Phoenix Film Critics Society Awards                | Best Performance by a Youth in a Lead or Supporting Role - Male | Vinst            |
| 2014 | St. Vincent | Washington DC Area Film Critics Association Awards | Best Youth Performance                                          | Endast Nominerad |
| 2015 | St. Vincent | Broadcast Film Critics Association Awards          | Best Young Actor                                                | Endast Nominerad |
| 2015 | St. Vincent | Online Film & Television Association               | Best Youth Performance                                          | Endast Nominerad |